# Xixiasaurus
Xixiasaurus („ještěr z oblasti Si-sia/Xixia“) byl rod menšího masožravého dinosaura (teropoda) z čeledi Troodontidae, který žil v období pozdní křídy (asi před 86 miliony let) na území dnešní Číny.

## Objev a popis
Typový druh X. henanensis byl popsán v roce 2010 skupinou čínských paleontologů. Fosilie dinosaura byly objeveny ve střední Číně (provincie Che-nan), v souvrství Majiacun. Malý teropod patří do příbuzenstva dinosaurů, jako byl Troodon, Zanabazar a další. Při délce kolem 1,5 až 2 metrů dosahoval hmotnosti zhruba 8 kilogramů.